# 小行星11694
小行星11694（11694 Esterhuysen）是一颗绕太阳运转的小行星，为主小行星带小行星。该小行星于1998年3月发现。

## 轨道参数
小行星11694的轨道半长轴为2.3231874 UA，离心率为0.103。